# بريندا ميلر كوبر
بريندا ميلر كوبر (بالإنجليزية: Brenda Miller Cooper)‏ هي مغنية أوبرا ومغنية أمريكية، ولدت في 28 فبراير 1916، وتوفيت في 3 أبريل 2008.